# Katarzyna Betlińska
Katarzyna Betlińska (ur. 5 stycznia 1965 w Warszawie) – polska artystka grafik, zajmująca się również malarstwem i fotografią. Absolwentka SGGW i Akademii Sztuk Pięknych w Warszawie.

## Życiorys[1]
W 1983 ukończyła XXI LO im. H. Kołłątaja w Warszawie. W latach 1983–89 studiowała i uzyskała dyplom mgra inż. na Wydziale Techniki Rolniczej i Leśnej SGGW w Warszawie. Od 2007 do 2012 studiowała na Wydziale Grafiki ASP w Warszawie. Dyplom mgra sztuki z wyróżnieniem rektorskim uzyskała w Pracowni Grafiki Warsztatowej prof. Andrzeja Węcławskiego. Aneks do dyplomu w Pracowni Plakatu prof. Mieczysława Wasilewskiego i w Pracowni Rysunku dr. hab. Rafała Kochańskiego. W 2013 rozpoczęła studia doktoranckie na Wydziale Grafiki ASP w Warszawie.

## Kariera zawodowa[1]
W latach 1989–92 pracowała jako grafik i redaktor graficzny w Wydawnictwie SGGW. Od 1992 r. do 1993 r. była redaktorem graficznym w Ośrodku Przetwarzania Informacji Komitetu Badań Naukowych w zespole pracującym m.in. przy Informatorze Nauki Polskiej. W latach 1993–97 była redaktorem graficznym w Przedsiębiorstwie EVAN w zespole pracującym m.in. przy "Białej Księdze Unii Europejskiej" Od 1998 redaktor graficzny w tygodniku "Życie na Gorąco" w Wydawnictwie Bauer Sp. z o.o.
Należy do Stowarzyszenia Polskich Artystów Plastyków, Grupy Twórczej "Positive art", Grupy "Młodzi sztuką" oraz Stowarzyszenia Twórców Grafiki Artystycznej KissPrint. Od 2007 tworzy grafiki w autorskiej technice ("betliny").

## Wystawy indywidualne
2011
- „Niepowtarzalne“ – Teatr Kamienica

2013
- „Miejsce akcji: Warszawa” Wystawa portretów graficznych pisarzy, których twórczość związana jest ze stolicą – Galeria Stowarzyszenia Wolnego Słowa –  Warszawa[2]; Galeria Na Kole – Berlin[3]; Muzeum Literatury im. A. Mickiewicza[4]; Centrum Lutheraneum[5]

2014
- „Zbliżenia” – Galeria Miejska – Inowrocław[6]
- „Refleksje” – Galeria STYK – Warszawa[7]
- „Miejsce akcji: Warszawa” – Galeria 022 – Warszawa[8]

2015
- NIEZŁOMNYM – INSTALACJA POŚWIĘCONA POWSTANIU WARSZAWSKIEMU. W duecie interdyscyplinarnym z Danutą Nawrocką – Galeria Lufcik – Warszawa[9]
- „Miejsce akcji: Warszawa” – Dom Literatury  – Warszawa[10]

## Wystawy zbiorowe
2007
- „Spotkania z grafiką“ – Agnieszka Cieślińska i jej studenci,
- Pejzaże – „Kampinos 2007 – miejsca, które odejdą“,

2008
- Wystawa fotograficzna „21”,

2009
- Wystawa prac nagrodzonych w konkursie „Grafika Warszawska 2009“

2011
- Noc Muzeów – happening – Pracownia nr 4 ASP Warszawa

2012
- Kissprint – Wielka Wystawa Grafiki Współczesnej – Warszawa
- 8 Triennale Grafiki Polskiej Katowice
- Międzynarodowego Triennale Grafiki – Kraków

2013
- „Gra o grafikę” – Warszawa
- POKOLENIA – Warszawa; Inowrocław
- Wystawa artystów OW ZPAP  w Galerii Sztuki Współczesnej Muzeum w Olkuszu
- 16 Biennale Internationale De La Gravure De Sarcelles – Francja
- Dialog sztuki i biznesu – (Teradata Polska) Warszawa
- Przegląd Współczesnej Litografii Polskiej – Kielce
- 3, 2, 1… Start – Warszawa
- „Poszerzenie Przestrzeni” – Katowice
- 8 Biennale Grafiki Studenckiej – Poznań

2014
- GRAFITEKA 2014 – Galeria Lufcik – Warszawa
- MECYJE – Wystawa malarstwa –  Moscibrody
- 5×5 – Wystawa grafiki w Galerii STYK  – Warszawa
- GRAFIKA GRA SZTUKI – Warszawa
- II Międzynarodowy Konkurs Artystyczny PEJZAŻ WSPÓŁCZESNY – Częstochowa
- VIII Triennale Polskiego Rysunku Współczesnego – Lubaczów (2014) – Muzeum Kresów w Lubaczowie, BWA Galeria Zamojska
- XV Międzynarodowe Biennale Małej Formy Graficznej – Ostrów Wlkp.
- 8. Międzynarodowe Biennale Miniatury – Częstochowa (2014) – Galeria Miejska w Częstochowie; Galeria TEST w Warszawie
- GRAFIKA GRA SZTUKI – Warszawa
- XV Międzynarodowe Biennale Małej Formy Graficznej – Ostrów Wlkp.
- Varsovia pamięć i nadzieja – Warszawa
- Abstrakcje – Warszawa
- "Positive art 2014" – Warszawa
- „Warszawa” – Warszawa
- "KISSPRINT 2014"
- Wystawa malarstwa – Aktualności (2014)
- Przegląd Współczesnej Litografii Polskiej – Sieradz; Zielona Góra; Rzeszów; Łódź

2015
- 1st International Exhibition of Block plates (Ex libris) Serbia
- GRAFITEKA 2015 – Galeria DAP1 i DAP2 – Warszawa
- 18th INTERNATIONAL PRINT BIENNAL VARNA
- III INTERNATIONAL EXHIBITION-CONTEST OF SMALL GRAPHIC FORMS AND EXLIBRIS – Brest
- 14th LESSEDRA WORLD ART PRINT ANNUAL  – MINI PRINT  – Sofia
- "Positive art 2015" – Warszawa
- Noc Muzeów – ASP Warszawa
- VIII Triennale Polskiego Rysunku Współczesnego – Lubaczów (2014)  – Galeria TEST w Warszawie; Galeria Miejska w Mielcu
- 8. Międzynarodowe Biennale Miniatury – Częstochowa (2014) – Wystawa w Galerii Fotografii miasta Rzeszowa
- ŚLADY – Wystawa interdyscyplinarna Grupy "Młodzi Sztuką" Galeria DAP1 i DAP2
- NIEBIESKA FLASZA – piktoralny walor fotografii  – Pokonkursowa wystawa w Muzeum Narodowym we Wrocławiu
- GRAFIKA GRA SZTUKI – Galeria Miejska w Zakopanem, w Szczecinie
- Wystawa i aukcja dzieł sztuki na pomoc medyczną dla poszkodowanych w wojnie w Syrii
- OSOBOWOŚCI MALARSKIE – Wystawa malarstwa – Aktualności (2015)

## Nagrody i wyróżnienia
- Nagroda na 1st International Exhibition of Block plates (Ex libris) Serbia (2015)[11]
- Stypendium m. st. Warszawy dla Osób Zajmujących się Twórczością Artystyczną (2012)
- III nagroda w konkursie "Grafika warszawska" (2009)[12]